# Magadenovac
Magadenovac est un village et une municipalité située dans le comitat d'Osijek-Baranja, en Croatie. Au recensement de 2001, la municipalité comptait 2 239 habitants, dont 84,32 % de Croates et 10,05 % de Serbes et le village seul comptait 105 habitants.

## Localités
La municipalité de Magadenovac compte 6 localités :
| - Beničanci - Lacići - Kućanci | - Magadenovac - Malinovac - Šljivoševci |